# Гарт (журнал ВУСПП)
«Гарт» —  літературно-художній та критичний журнал-щомісячник Українського союзу пролетарських письменників — ВУСПП.

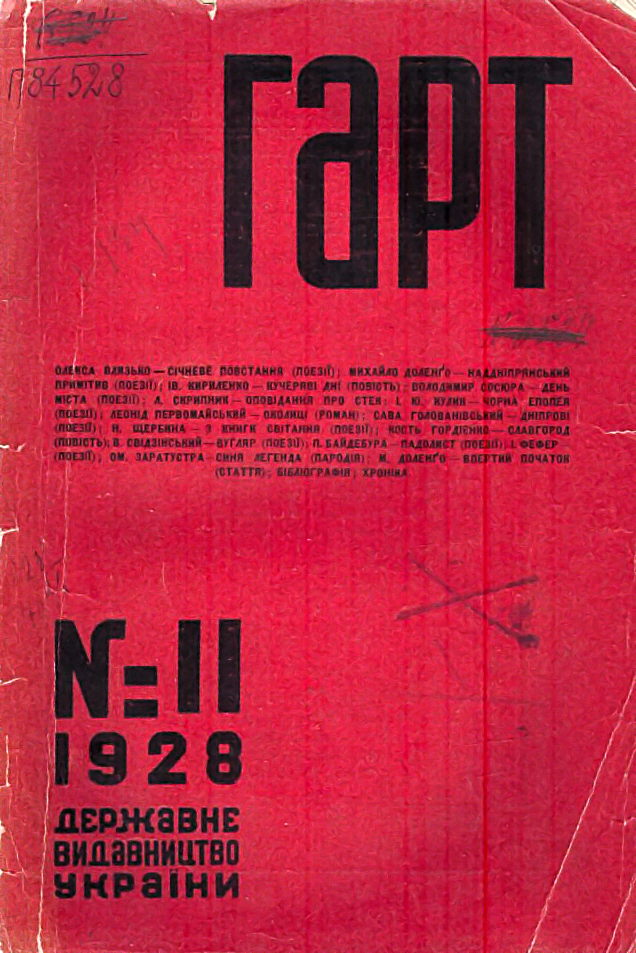
«Гарт», 1928, листопад (№ 11)

Видавався з 1927 до 1932 року у Харкові.
Протягом видання журналу до редакційної колегії входили такі письменники та літературні критики: Михайло Доленґо, Борис Коваленко, Іван Кириленко, Володимир Коряк, Іван Кулик, Іван Микитенко, Григорій Овчаров,  Павло Усенко, Володимир Сосюра, Самійло Щупак, Володимир Юринець.
Серед авторів журналу — Іван Микитенко, Іван Ле, Леонід Первомайський, Олексій Кундзіч, Іван Кулик, Петро Радченко, Іван Кириленко, Дмитро Гордієнко, Наталя Забіла, Леонід Смілянський, Сава Голованівський, Антін Шмигельський, Петро Козланюк, Сергій Жигалко, Вадим Собко, Ігор Муратов, Володимир Сосюра, Микола Упеник, Сергій Воскрекасенко, Дмитро Чепурний та ін.
Перше число журналу «Гарт», датоване квітнем-травнем 1927 р., мало 145 сторінок і розпочиналося передмовою під заголовком «Наша путь», у якій редакція зазначала, що розпочинає справу «величезної ваги» — власне випуск журналу «Гарт». Автори цієї статті запевняли, що продовжуватимуть традиції, ідеологічні та творчі засади літературної організації «Гарт» часів її розквіту під проводом «незабутнього фундатора пролетарської літератури» Василя Еллана-Блакитного. Розвинути їх у нових умовах — таким ВУСПП визначав своє головне завдання, а головною вимогою до нових членів — їх художній розвиток у марксистських традиціях. Окрім того, вусппівці зобов’язувалися створювати нові художні й культурні цінності, «які були б перейняті активним пролетарським світоглядом». Обіцяли, що незабаром «пролетаріат затисне у своїх залізних пальцях усі найяскравіші досягнення буржуазної культури й оберне їх на угноєння цілинних ґрунтів комуністичної культури майбутнього». Ця боротьба, як зазначали самі вусппівці, мала відбуватися під «неухильним керівництвом комуністичної партії».
Про основну художню тематику журналу свідчать назви
багатьох творів – «Ритми шахтарки», «Інтеґрал»
І. Ле, «Машиністи» Л. Смілянського, «Будівництво», «Доменний цех», «Тракторобуд» Н. Забіли, «Диктатура», «Кадри» І. Микитенка, «Комсомольська ударна бригада» С. Воскрекасенка, «Пісня про п'ятирічку» М. Упеника тощо.
Літературно-критичні та дискусійні статті журналу здебільшого мали за мету нищівну критику творчості письменників, які входили до літературних об'єднань ВАПЛІТЕ, МАРС, а  також творів неокласиків, панфутуристів та тих, хто  не поділяв літературні погляди ВУСПП. 
На виконання постанови ЦК ВКП(б) від 23 квітня 1932 р. «Про перебудову літературно-художніх організацій» ВУСПП, як і решта літературно-художніх організацій, була ліквідована, а більшість членів ВУСПП, які стояли на соціалістичних позиціях, було прийнято до Спілки радянських письменників України. Останнє число журналу «Гарт» вийшло у червні 1932 р. З 1933 р. кістяк редколегії та авторів журналу розпочав працювати й друкуватись в журналі «Радянська література».